# 아란다데두에로

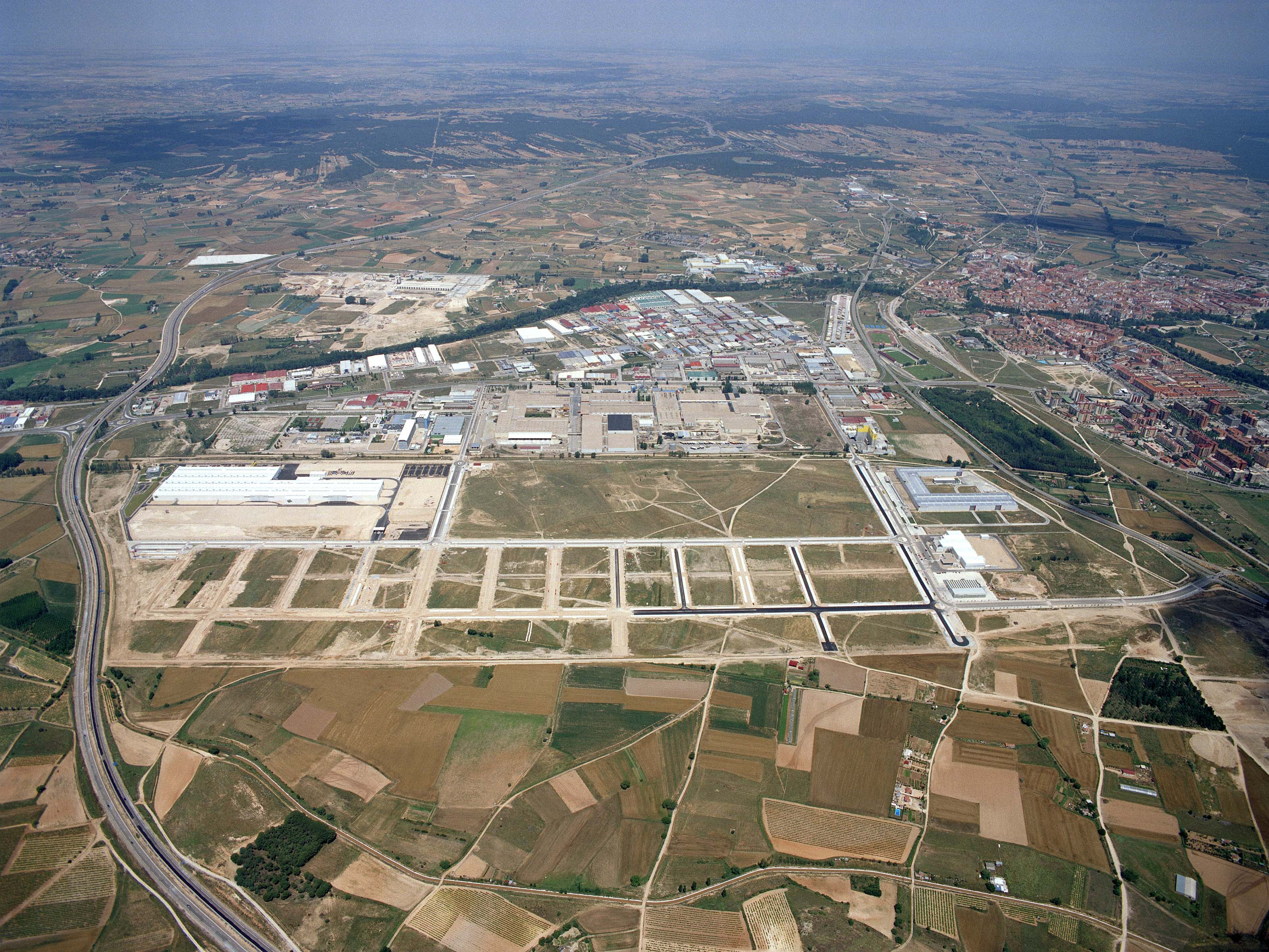
하늘에서 내려다 본 아란다데두에로와 인근 지역의 모습

아란다데두에로(바스크어: Aranda de Duero)는 스페인 카스티야이레온 지방 부르고스 주에 위치한 도시로 면적은 127.28km2, 높이는 798m, 인구는 33,459명(2012년 기준)이다.
스페인의 남북을 연결하는 고속도로와 철도가 들어서 있기 때문에 교통의 중심지 역할을 한다. 고대 로마 시대에 건설된 다리, 15세기부터 16세기 사이에 건설된 산타 마리아 라 레알(Santa María la Real) 교회, 지하 포도주 동굴로 유명한 도시이다.

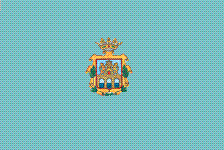
시기
시 문장